# Argyrodes alannae
Argyrodes alannae là một loài nhện trong họ Theridiidae.
Loài này thuộc chi Argyrodes. Argyrodes alannae được miêu tả năm 1999 bởi Grostal.